# Comptador elèctric

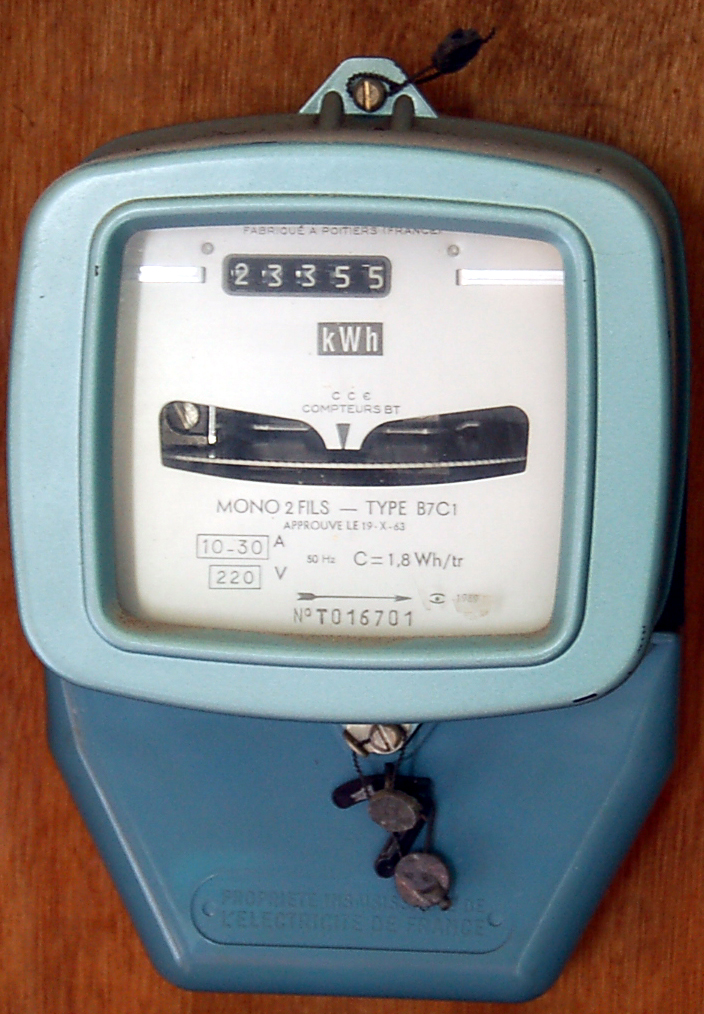
comptador elèctric' electromecànic emprata França.

El comptador elèctric o mesurador de consum elèctric és un dispositiu que mesura el consum d'energia elèctrica d'un circuit o un servei elèctric, essent aquesta la seva aplicació usual. Hi ha mesuradors electromecànics i n'hi ha d'electrònics. Els mesuradors electromecànics utilitzen bobinatges de corrent i de tensió per a crear corrents paràsits en un disc que, sota la influència dels camps magnètics, produeix un gir que mou les agulles de la caràtula. Els mesuradors electrònics utilitzen un convertidor analògic-digital per a fer la conversió. Existeixen comptadors bidireccionals per al balanç zero, que possibiliten comprar i vendre electricitat, no només comprar-ne a la xarxa elèctrica.

## Funcionament

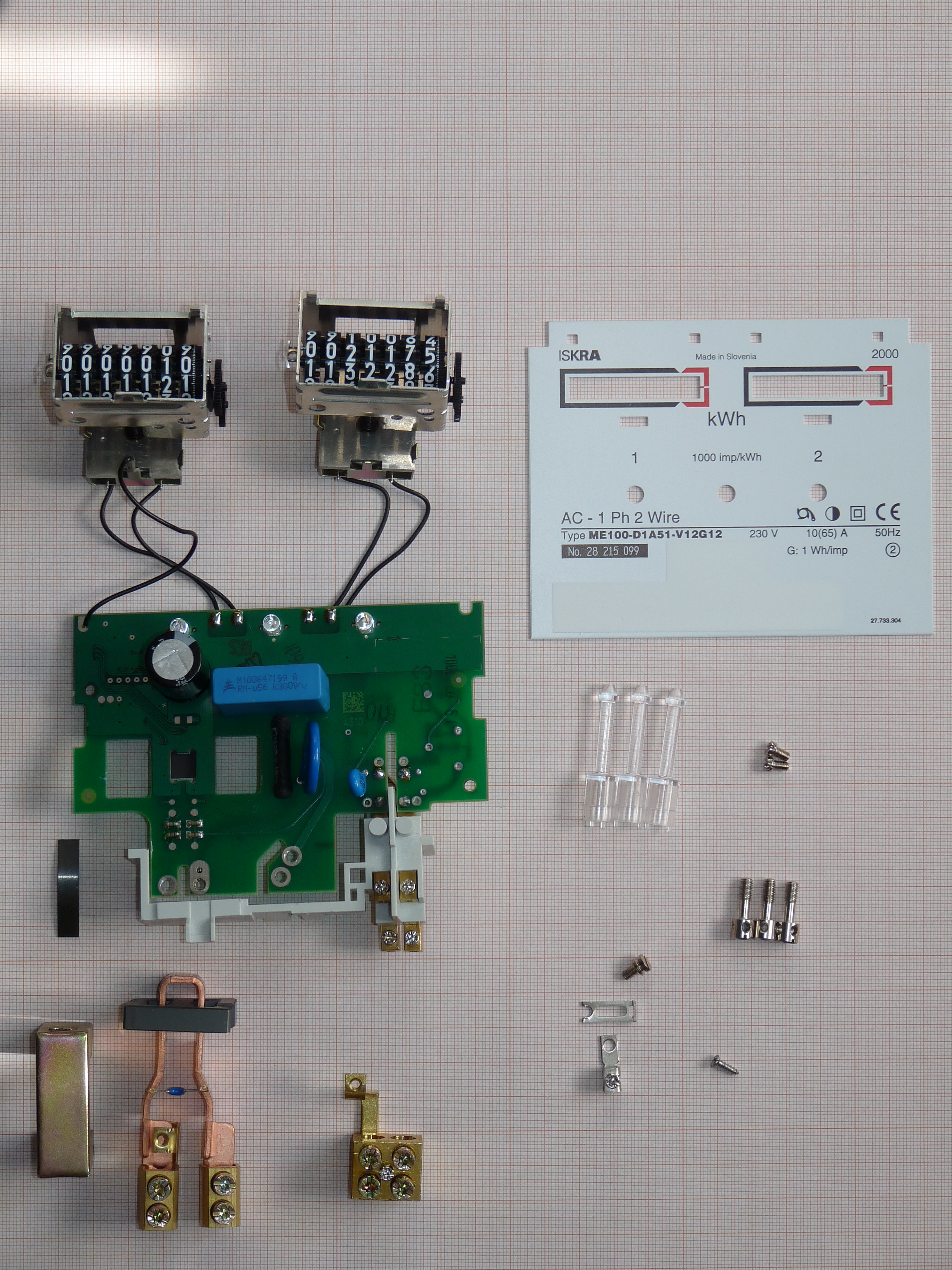

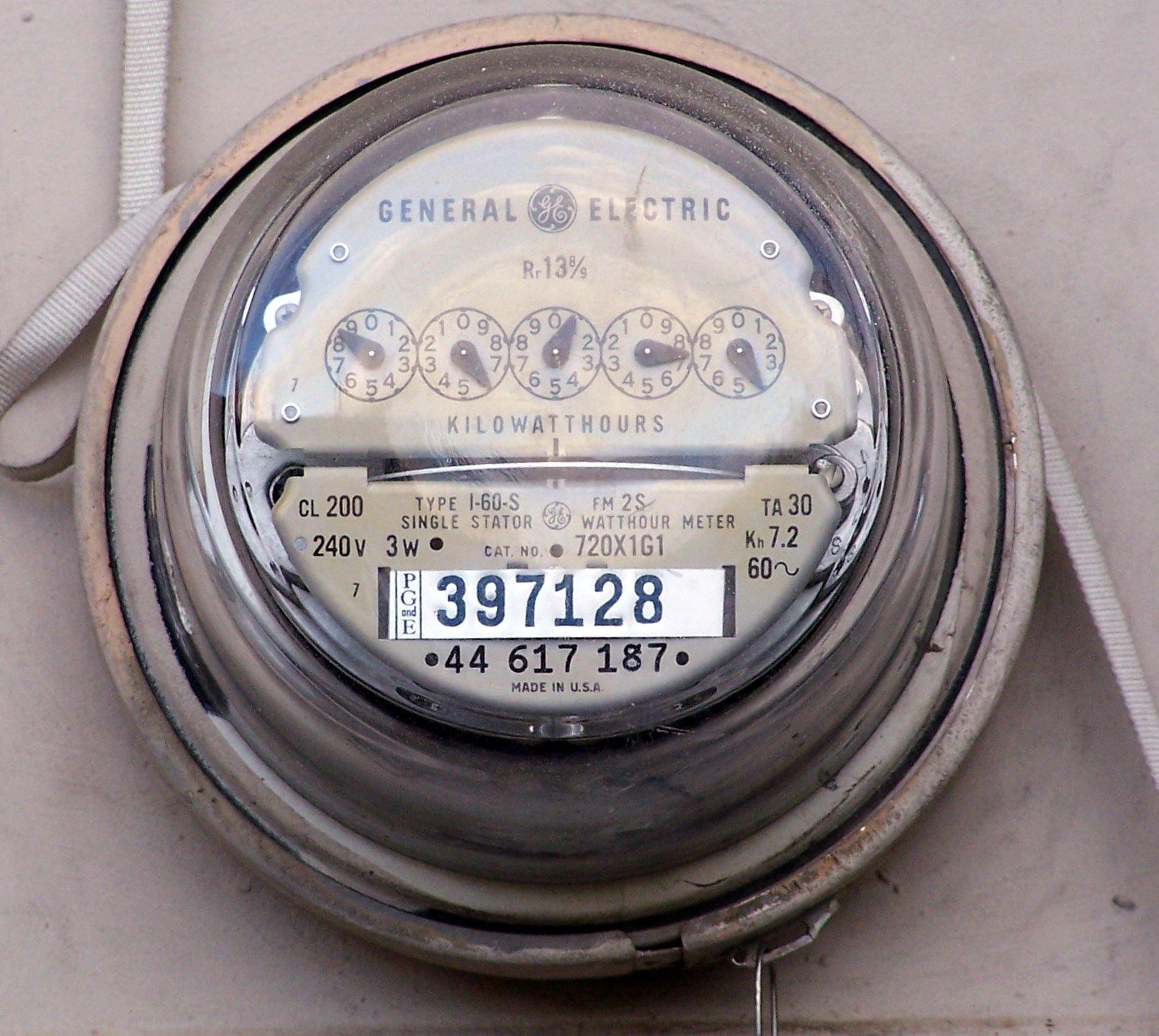
Comptador analògic.

El mesurador electromecànic utilitza dos jocs de bobines que produeixen camps magnètics; aquests camps actuen sobre un disc conductor magnètic on es produeixen corrents paràsits.
L'acció de a) els corrents paràsits produïts per les bobines de corrent sobre el camp magnètic de les bobines de voltatge i, b) l'acció dels corrents paràsits produïts per les bobines de voltatge sobre el camp magnètic de les bobines de corrent, dona un resultat vectorial tal que produeix un parell motor sobre el disc. El parell de gir és proporcional a la potència consumida pel circuit.
El disc està suportat per camps magnètics i és damunt de suports de robí per a disminuir-ne la fricció. Un sistema d'engranatges transmet el moviment del disc a les agulles que compten el nombre de voltes del mesurador. A major potència més ràpid gira el disc, acumulant més girs conforme passa el temps.
Les tensions màximes que suporten els mesuradors elèctrics, són d'uns 600 volts i els corrents màxims poden ser de fins a 200 amperes. Quan les tensions i els corrents excedeixen aquests límits, calen transformadors de mesura de tensió i de corrent. S'utilitzen factors de conversió per a calcular el consum en aquests casos.
El comptador també té una bobina d'ombra, que és una xapa curtcircuitada. Aquesta bobina posseeix una resistència menyspreable i, per tant, en aquesta es genera un corrent elèctric molt important. En estar sotmesa a un camp, aquesta generarà un parell motor que eliminarà el coeficient de fregament dels engranatges. El mesurador començarà a funcionar amb l'1% de la càrrega i entre un factor de potència 0,5 en avenç i endarreriment.